# Saison 3 de Code Quantum
Chronologie
Saison 2 de Code Quantum Saison 4 de Code Quantum
Cet article présente la troisième saison de la série télévisée Code Quantum.

## Synopsis
Au cours de cette saison, Sam Becket, toujours accompagné de « Al », est transmuté en :
- Lui-même  à l'âge de 16 ans.
- Magic, un soldat qui a fait équipe avec son frère à l'armée.
- Frank Pistano, un prêtre.
- Karl Cranston, photographe de mode.
- Joshua Ray, écrivain de romans d'horreur.
- Darlene Monty, participante à un concours de beauté.
- Ray, étudiant noir en médecine.
- Harry Spontini, magicien.
- Shane, apprenti motard.
- Réginald Pierson, majordome d'un milliardaire sans cœur.
- Butchie, enfant de 13 ans.
- Billie Jean Crockett, adolescente de 16 ans sur le point d'accoucher.
- Kenny Sharp alias futur boy acteur de science-fiction.
- Rod, strip-teaseur.
- Joe Danner alias Chuck, pianiste témoin d'un meurtre.
- Gilbert Labonte, propriétaire d'un lupanar.
- Tonic, chanteur de rock.
- Gordon, chasseur de primes.
- Jesus Ortéga, condamné à mort bénéficiant d'un sursis.
- Ronnie, catcheur.
- Eddy, frère cadet d'un représentant en abri anti-atomiques.
- Sam Biedermann, patient dépressif d'un hôpital psychiatrique.

## Distribution
- Scott Bakula : Dr Sam Beckett / John Beckett
- Dean Stockwell : Amiral Al Calavicci

## Liste des épisodes

### La Famille avant tout (1repartie)
- États-Unis : 28 septembre 1990

- Date de transmutation : 25 novembre 1969
- Lieu de transmutation : Elk Ridge, Indiana
- Transmutation en : Lui-même
- Scott Bakula incarne le rôle de son père, John Beckett, alors que dans l'épisode pilote de la saison 1 ce rôle est tenu par Newell Alexander.

### La Famille avant tout (2epartie)
- États-Unis : 5 octobre 1990

- Date de transmutation : 7 avril 1970
- Lieu de transmutation : Viêt Nam
- Transmutation en : Magic
- Les personnes sur le point de mourir peuvent voir Al.

### Au nom du père
- États-Unis : 12 octobre 1990

- Date de transmutation : 19 août 1963
- Lieu de transmutation : Philadelphie, Pennsylvanie
- Transmutation en : Frank Pistano
- Sam rencontre Sylvester Stallone.

### La Corde raide
- États-Unis : 19 octobre 1990

- Date de transmutation : 15 juin 1965
- Lieu de transmutation : New York
- Transmutation en : Karl

### Le Diable par la queue
- États-Unis : 26 octobre 1990

- Date de transmutation : 31 octobre 1964
- Lieu de transmutation : Coventry, Maine
- Transmutation en : Joshua
- Sam rencontre Stephen King.

### Miss Sucre en poudre
- États-Unis : 2 novembre 1990

- Date de transmutation : 7 juin 1958
- Lieu de transmutation : Louisiane
- Transmutation en : Darlene

### L'amour n'a pas de couleur
- États-Unis : 9 novembre 1990

- Date de transmutation : 11 août 1965
- Lieu de transmutation : Watts, Los Angeles
- Transmutation en : Ray

### Quand Harry rencontre Maggie
- États-Unis : 16 novembre 1990

- Date de transmutation : 9 mai 1974
- Lieu de transmutation : Oakland, Californie
- Transmutation en : Harry

### La Belle et l'équipée sauvage
- États-Unis : 30 novembre 1990

- Josie Bissett - Becky
- Diedrich Bader - Dillon

- Date de transmutation : 1er septembre 1958
- Lieu de transmutation : Big Sur, Californie
- Transmutation en : Shane
- Sam rencontre Jack Kerouac.
- À la fin de l'épisode, Sam se transmute dans la peau de Peter Langly. Cette arrivée est celle de l'épisode course poursuite (saison 2, épisode 15).

### Miracle à New York
- États-Unis : 21 décembre 1990

- Melinda McGraw - Salvation Army Captain Laura Downey
- Duane Whitaker - Homme de la maintenance
- Robert Lesser - Max Wushinski

- Date de transmutation : 24 décembre 1962
- Lieu de transmutation : New York
- Transmutation en : Réginald Pierson
- Musiques : 
  - We Wish You a Merry Christmas
  - Merry Christmas
  - Have Yourself a Merry Little Christmas
  - Carol Of The Bells
  - Joy to the World ((en))
  - Silent night
- Michael G. Blake possède des neurones et des mésons qui sont sur une fréquence proche de celle de Sam. Raison pour laquelle il peut voir Al.
- L'épisode fait référence au personnage de Scrooge créé par Charles Dickens pour Un chant de Noël (A Christmas Carol).

### La Fuite
- États-Unis : 4 janvier 1991

- Date de transmutation : 4 juillet 1964
- Lieu de transmutation : Comté de Carbon
- Transmutation en : Butchie

### La Future Maman
- États-Unis : 6 mars 1991

- Date de transmutation : 15 novembre 1955
- Lieu de transmutation : Claremore, Oklahoma
- Transmutation en : Billie Jean Crockett
- Les ondes cérébrales de Sam sont reliées aux émotions de Billie Jean.

### Futur Boy
- États-Unis : 13 mars 1991

- George Wyner - Ben Harris
- Alan Fudge - Dr. Richard Sandler

- Date de transmutation : 6 octobre 1957
- Lieu de transmutation : Saint-Louis, Missouri
- Transmutation en : Kenny Sharp
- Moe Stein / Capt. Galaxy tente de voyager dans le temps. Lors de sa tentative, il devient bleu comme Sam lorsqu'il se transmute.
- C'est de là que vient la théorie de la ficelle.
- Sam est né le 8 août 1953 ; comment peut-il demander au Capt. Galaxy de lui expliquer sa théorie sur le voyage dans le temps à 4 ans ?

### Que la danse commence
- États-Unis : 20 mars 1991

- Debbie Allen - Joanna Chapman

- Date de transmutation : 6 octobre 1979
- Lieu de transmutation : New York
- Transmutation en : Rod

### Lorraine
- États-Unis : 27 mars 1991

- Date de transmutation : 10 novembre 1985
- Lieu de transmutation : Tularosa, Nouveau-Mexique
- Transmutation en : Joey Danner
- En cas de manque au niveau des synapses, il est difficile pour Al de se focaliser sur cette personne.

### Amour à vendre
- États-Unis : 3 avril 1991

- David Graf - Sheriff Nolan
- Lauren Tom - Sophie
- Diane Delano - Prostituée

- Date de transmutation : 4 août 1961
- Lieu de transmutation : La Nouvelle-Orléans
- Transmutation en : Gilbert LaBonte

### Concert hard rock
- États-Unis : 10 avril 1991

- Jon Gries - Flash McGrath
- Michael Cerveris - Nick

- Date de transmutation : 12 avril 1974
- Lieu de transmutation : Détroit, Michigan
- Transmutation en : Tonic
- Musiques :
  - Rock The Redhead & Fate's Wide Wheel (spécialement pour l'épisode)
  - Mrs Brown you've got a lovely de daughter de Herman's Hermits

### Prime de risques
- États-Unis : 18 avril 1991

- Jane Sibbett - Diane Frost
- Lindsay Wagner - Jaime Sommers
- Donny Osmond - Lui-même
- Marie Osmond - Elle-même

- Date de transmutation : 18 juin 1976
- Lieu de transmutation : Arkansas
- Transmutation en : Gordon

### Le Couloir de la mort
- États-Unis : 1er mai 1991

- Christopher Allport - Alan Ripley

- Date de transmutation : 12 mai 1971
- Lieu de transmutation : Tallahassee, Floride
- Transmutation en : Jesus

### Cœur de catcheur
- États-Unis : 8 mai 1991

- Date de transmutation : 23 juillet 1955
- Lieu de transmutation : Atlanta
- Transmutation en : Ronnie

### La Piscine atomique
- États-Unis : 15 mai 1991

- Timothy Carhart - Mac Elroy

- Date de transmutation : 26 octobre 1962
- Lieu de transmutation : Homestead, Floride
- Transmutation en : Eddy

### Choc en retour
- États-Unis : 22 mai 1991

- David Proval : Dr. Masters
- Lee Garlington : Nurse Chatam
- Scott Lawrence : Tibby Johnson
- Bruce Young : Butch
- Ann BROWN Candy : Le docteur Verbeena Beeks

- Les déficients mentaux peuvent voir Al.
- On découvre le docteur Verbeena Beeks quand Al lui prend la main. Sam peut la voir, mais ne peut pas l'entendre.
- Date de transmutation : 3 octobre 1954
- Lieu de transmutation : Havenwell, Pennsylvanie
- Transmutation en : Sam Biedermann
- Référence à d'autres épisodes : 
  - Samantha Stormer, secrétaire (saison 2, épisode 4)
  - Jesse Tyler, vieux chauffeur noir (saison 1, épisode 6)
  - Herbert Williams alias Magic, faisant la guerre avec Tommy Beckett (saison 3, épisode 2)
  - Tom Stratton, pilote d'essai dont la femme est enceinte (saison 1, épisode 1)
  - Sam Beckett, à l'âge de 16 ans, en rêve (saison 3, épisode 1)
  - Clarence "Kid" Cody, boxeur qui se laisse acheter (saison 1, épisode 3)
  - Jimmy La Motta, trisomique travaillant aux docks (saison 2, épisode 8)

## DVD
Code Quantum - L'intégrale de la saison 3 est sorti le 22 juin 2010. Le format d'origine 4/3 est respecté. La nouveauté est que les épisodes sont présentés avec les textes et génériques intégralement en français.